# Маузолеј југословенских војника у Оломоуцу
Маузолеј југословенских војника у Оломоуцу је неокласична капела - костурница која садржи остатке 1188 југословенских војника погинулих у Првом светском рату.
Маузолеј је изграђен 1926. године у парку Безручове сади историјском центру Оломоуца, Чехословачка (данас Чешка). Подигла га је Југословенско-чехословачка лига, којој је председавао 1930. године др Бохуш Вибарал. Он је био директор Државне књижнице у Оломуцу и велики пријатељ Југословена.
Дизајнер капеле био је архитекта Хуберт Ауст, ученик чувеног словеначког архитекте Јоже Плечника.
Од 3. маја 1958. године објекат се води као споменик културе.
Данас се реконструише. Годинама је био оштећен, а реновирање је одлагано због нејасних власничких права.
Слични споменици, на територији Чешке, постоје у Јиндриховицама, у Прагу и у Тренчину.

## Карактеристике
Капела је висока 11 метара са куполом на врху.
Две реда степеника воде са две стране до улаза капеле који се налази иза 12 дорских стубова који стоје у три реда.
Епиграф на капели гласи: Верност за верност - Љубав за љубав (први део је на чешком језику, а други део је на српском).
Зграда стоји на вештачкој хумци, унутар којих је костурница.
Изнад улаза у костурницу је портал са ликом ожалошћене жене и грбовима Краљевине СХС и Чехословачке.
Костурница димензија 14 пута 7 метара садржи остатке 1188 југословенских војника који су преминули у војној болници у Оломоуцу.
Мошти се чувају у малим дрвеним сандуцима.

## Стање и планови обнове
Маузолеј је у лошем стању због физичких утицаја и вандализма и стога није отворен за јавност.
Фреске сликане у византијском стилу су такође делимично оштећене.
Улаз у горњи ниво објекта је затворен дрвеним вратима, која су такође уништена од вандала.
Вандали су уништили и неколико дрвених сандука и украли неке лобање и друге кости.
Као резултат тога, капела је зазидана 1990. године.
Захваљујући томе, костурница је спашена од поплава које су погодиле Оломоуц 1997. године.
Улаз је отворен 1998. ради процене обима неопходних поправки и да се заустави ширење буђи, а потом је поново зазидана.
Први покушај обнове је био са званичним власником капеле, СФР Југославијом, на почетку 1990-их, али су преговори прекинути због распада Југославије.
Године 2006. је направљен споразум са амбасадом Словеније, као једним од сукцесора.
Очекивало се да ће поправка коштати 12,5 милиона чешких круна, а да ће новац обезбедити град Оломоуц, европски структурни фондови и чешко Министарство културе.
Међутим, пројекат је суспендован, јер због проблема са имовинским правима (маузолеј је вођен као имовина Краљевине Југославије), ЕУ финансирање није било могуће.

## Обнова
Град Оломоуц је коначно преузео објекат и парцелу 2015. године. Реконструкција која је у току се одвија у 3 фазе и њен крај се планиран за 2018. годину. До краја 2017. године завршена је 1. фаза.

## Слике
- Поглед на целу капелу
- Унутрашњост капеле и фреске
- Оштећени рељеф над улазом у костурницу